# KG모빌리언스
주식회사 KG모빌리언스(영어: KG Mobilians)는 대한민국의 전자 지불 결제 대행(Payment Gateway, PG) 서비스 기업이다.

## 역사
2000년 설립되어 2001년부터 대한민국 전 이동 통신사 휴대폰 결제 서비스를 개시하였고 2004년 12월 4일에 코스닥 사장에 상장했으며 2011년에 KG그룹으로 편입되었다.
2020년 2월 신용카드 PG 회사인 KG올앳 흡수 합병으로 인해 네이버와 우호적인 관계가 형성된 적이 있다.
2023년 1월에 LG유플러스 망을 임차하여 KG모바일을 오픈하였다.